# Kinixys belliana
A Tartaruga de Bell (nome científico: Kinixys belliana) é uma espécie de tartaruga da família Testudinidae. Subdivide-se em outras 4 subespécies.
A Tartaruga de Bell é nativa de África, habitando indistintamente regiões secas e húmidas, passando por ciclos temporais distintos, favoráveis nomeadamente à sua reprodução.
Na Europa, a mesma tem sido objecto de criação em cativeiro, pelo que se encontra por vezes à venda em lojas da especialidade.